# Uso de herramientas por animales
Algunos animales utilizan herramientas para realizar actividades que incluyen procurarse alimento y agua, aseo personal, defensa, recreación o construcción. Durante tiempo se pensó que esta era una habilidad exclusiva de los humanos, dado que el uso de herramientas requiere un nivel sofisticado de cognición. Ahora ya es innegable que hay animales, sobre todo entre las aves y los  primates, que no sólo utilizan sino incluso fabrican herramientas, por ejemplo arrancando hojas de una ramita, dándole a un tallo forma de lazo o afilando una rama para usarla como arma. Se considera que una gran gama de animales utiliza herramientas, incluyendo mamíferos, pájaros, peces, cefalópodos e insectos.

## En mamíferos

### Primates

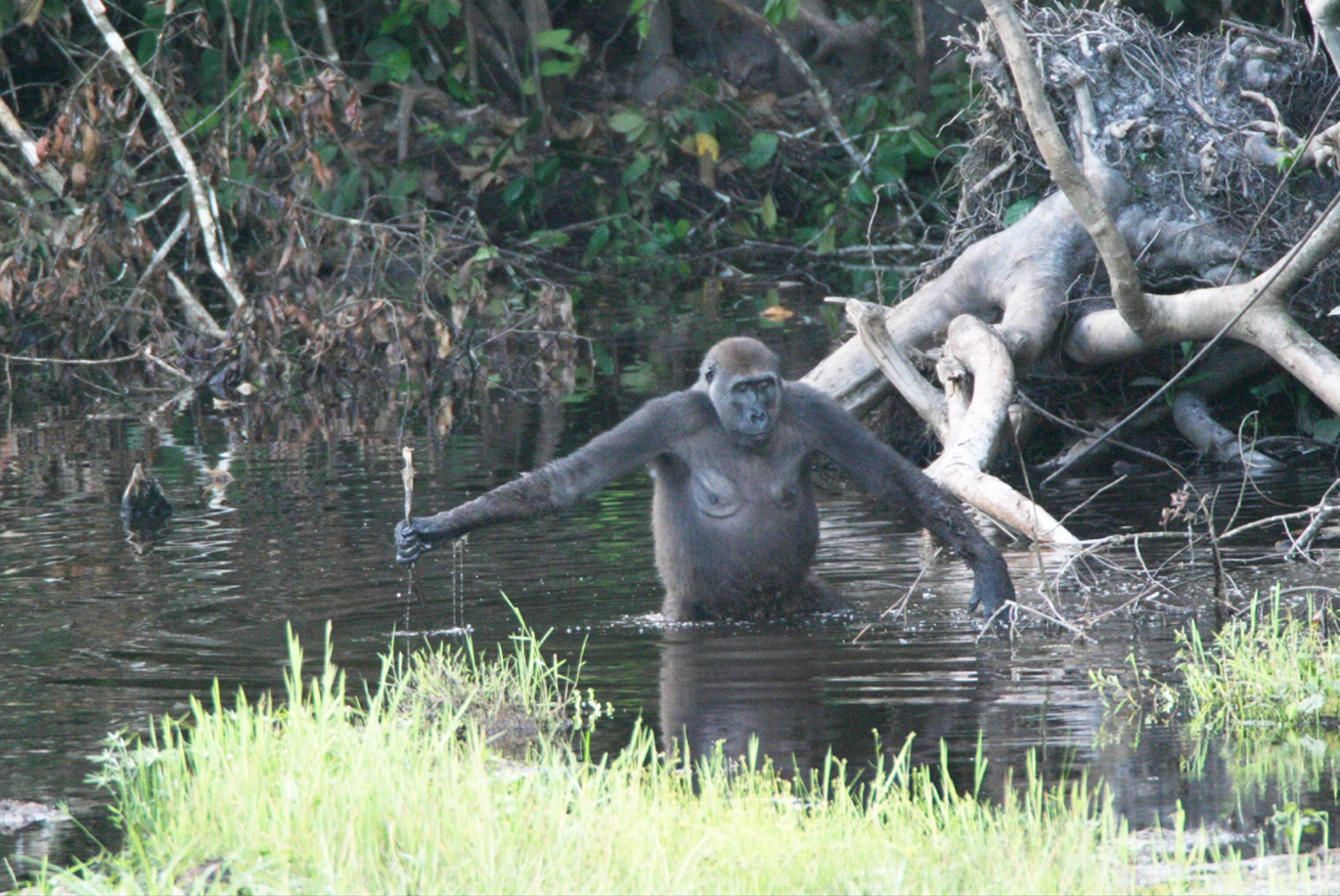
Gorila que utiliza un palo posiblemente para medir la profundidad del agua

Se ha reportado muchas veces el uso de herramientas por primates en medio salvaje y en cautividad, particularmente entre los grandes simios. Los primates utilizan herramientas para cazar, recoger miel, procesado de alimentos, recoger agua, como armas y refugio.
En 1960, Jane Goodall observó a un chimpancé insertando ramas de hierba en un nido de termitas para luego llevarlas a su boca. No estando segura  de lo que había observado, ella luego copió su comportamiento y vio que las termitas se agarraban a las ramas con sus mandíbulas. El chimpancé había utilizado la hierba como herramienta para “pescar” termitas.
La fabricación de herramientas es mucho más rara que el uso de herramientas sencillas y probablemente requiere de una actividad cognitiva más alta. Poco después de su descubrimiento inicial de uso de herramientas, Goodall observó otros chimpancés que recogían pequeñas ramas frondosas, eliminaban las hojas y utilizaban las puntas para atrapar insectos.  Esta transformación de una ramita frondosa en una herramienta fue un descubrimiento importante.  Anteriormente a esto, los científicos pensaban que solo los humanos fabricaban y utilizaban herramientas, y que esta capacidad diferenciaba a los humanos de los demás animales.  En 1990,  se suponía que solo los chimpancés eran capaces de fabricar herramientas. Sin embargo, desde entonces, se ha observado esta capacidad en otros primates en medio salvaje.

### Elefantes
Los elefantes muestran capacidad para fabricar y usar herramientas usando su trompa y patas, en medio salvaje y en cautiverio. Los elefantes de Asia pueden usar ramas para aplastar moscas o rascarse. Se observó que 8 de 13 elefantes asiáticos cautivos, mantenidos bajo un entorno naturalista, modificaron ramas y las usaron para rascarse.  Se observaron diferentes estilos de modificación de las ramas, el más común fue el sostener la rama principal por la raíz con la pata izquierda para separar una rama con la trompa. Los elefantes han sido observados cavando agujeros para beber agua, y luego fabricando un tapón con corteza de árbol y cubriendo el hueco para evitar la evaporación. Horas más tarde el elefante regresa al sitio para beber.
Los elefantes asiáticos pueden utilizar herramientas para resolver problemas difíciles. Por ejemplo, un macho cautivo fue observado mientras movía una caja a una posición en la que la podía usar como escalón para alcanzar alimentos que habían sido ubicados a propósito fuera de su alcance.
Se ha observado también a los elefantes lanzar rocas a cercos electrificados con el fin de dañarlos  y poder atravesarlos.

## En aves

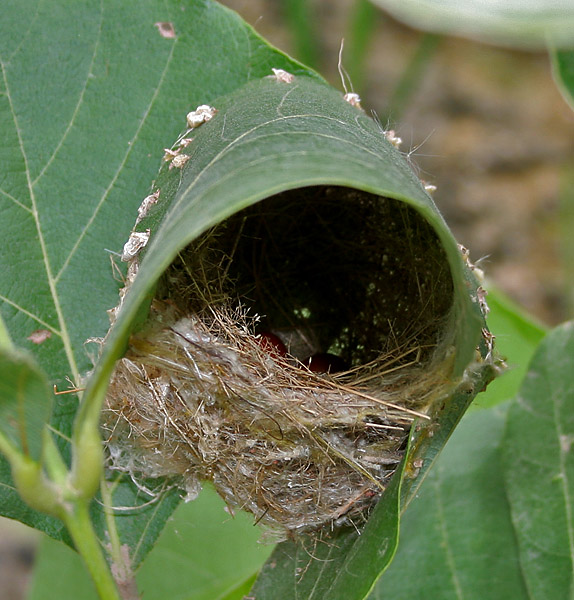
El pájaro sastre común Orthotomus sutorius anida en Hyderabad, India.

Ya en la antigüedad se tenía noticias de la capacidad cognitiva de algunas aves, y en particular de su habilidad manejando herramientas. Prueba de ello son, por ejemplo, algunas fábulas de Esopo. Hay una en la que un cuervo sediento no tiene más agua que la que hay en el fondo de un cántaro, al que no llega con su pico. Se le ocurre entonces echar piedras al cántaro y así sube el nivel de agua hasta poder alcanzarla. Este mismo comportamiento se ha observado recientemente. Entre las aves destacan los córvidos, y el cuervo de Nueva Caledonia es especialmente listo y hábil.